# Walter Romberg
Walter Romberg (ur. 27 grudnia 1928 w Schwerinie, zm. 23 maja 2014 w Teltow) – niemiecki polityk i matematyk, w 1990 minister w rządach NRD, poseł do Volkskammer i obserwator w Parlamencie Europejskim.

## Życiorys
Od 1948 do 1950 studiował matematykę i fizykę na Uniwersytecie w Rostocku, następnie do 1954 na Uniwersytecie Humboldtów w Berlinie. Na drugiej z uczelni w 1965 uzyskał doktorat z matematyki, następnie przez wiele lat pracował w Instytucie Czystej Matematyki Akademii Nauk NRD. Od 1965 do 1978 był redaktorem naczelnym periodyku naukowego „Zentralblatt für Mathematik”, potem do 1990 kierował w AN NRD działem informacji naukowej, edytorstwa i biblioteką. Od lat 60. związany z ruchem świeckich w Kościele ewangelickim, należał do referatu ds. pokoju, bezpieczeństwa i rozbrojenia w ramach federacji Kościołów ewangelickich NRD. Został również członkiem międzynarodowej Chrześcijańskiej Konferencji Pokojowej.
W październiku 1989 wstąpił do Socjaldemokratycznej Partii Niemiec. 5 lutego 1990 został ministrem bez teki w rządzie Hansa Modrowa. W marcu tegoż roku wybrano go do Volkskammer (jego mandat wygasł wraz ze zjednoczeniem Niemiec w październiku 1990). 12 kwietnia 1990 przeszedł na fotel ministra finansów w gabinecie Lothara de Maizière, za jego kadencji w NRD przyjęto jako walutę markę zachodnioniemiecką. Zdymisjonowany ze stanowiska 15 sierpnia tegoż roku, co poskutkowało wyjściem SPD z koalicji rządzącej. Od lutego 1991 do lipca 1994 był obserwatorem w Parlamencie Europejskim reprezentującym dawną NRD z rekomendacji SPD. Później pracował jako konsultant organizacji pozarządowej GTZ.

## Życie prywatne
Ewangelik. Był żonaty, miał dwoje dzieci.